# Hiroki Miura
Hiroki Miura (三浦宏規, Hiroki Miura), né le 24 mars 1999 à Kuwana dans la Préfecture de Mie, est un danseur de ballet, chanteur et acteur japonais essentiellement actif sur la scène nippone.

## Biographie
Enfant unique, Miura débute le ballet à 5 ans, après avoir découvert une prestation de Tetsuya Kumakawa. Dès ses 12 ans, il remporte plusieurs prix pour ses performances de danseur.
Tout juste sorti du collège, il intègre un lycée tokyoïte et rejoint en parallèle la compagnie de danse Haruka Ueda.
2015 marque ses débuts dans le domaine de la comédie musicale avec sa performance dans la pièce Love Broadway ; l'année suivante, sa prestation dans Tenimyu (où il campe Keigo Atobe) attire l'attention.
En avril 2019, il est sélectionné pour jouer Marius dans Les Misérables. A tout juste 20 ans, il est le plus jeune acteur nippon à tenir le rôle. La comédie musicale fait ses débuts sur les planches du Théâtre Impérial. En juillet de la même année, il promeut le spectacle en chantant certains titres des Misérables lors du FNS Summer Song Festival. Salué pour son interprétation, il reprend le rôle de Marius lors de la saison 2021.
Toujours en 2011, il forme un couple glamour avec Tomona Yabiku pour la production nippone de Grease.
Courant 2022, il auditionne pour camper Haku dans la version scénique du Voyage de Chihiro. Connaissant son expérience dans le ballet, le metteur en scène John Caird lui demande d'inventer et d'interpréter sa propre chorégraphie. Sa performance impressionne Caird et Miura sera Haku jusqu'en 2024. Sur la même période, il est également présent dans la version musicale du manga Nodame Cantabile et est choisi pour incarner Julien Sorel dans l'adaptation nippone du Rouge et le Noir. Son jeu dans ces trois productions est acclamé et lui permet de décrocher le prestigieux Kikuta Kazuo Theater Award en 2023.
Le 31 décembre 2023, il est choisi pour participer au Contdown Musical Concert célébrant la nouvelle année. Programmé au Tokyo International Forum, devant 5 000 spectateurs venus fêter 2024, le concert réunit neuf célébrités issues de la nouvelle génération de la scène musicale nippone : Hiroki Miura y figure aux côtés de Shōma Kai, Haruka Kinoshita, Sara, Sōichi Hirama, Keisuke Higashi, Win Morisaki, Tomona Yabiku et Naoto Kaihō,.
En 2025, il est à l'affiche de deux grosses productions : le revival musical de Death Note, où il succède à Teppei Koike en L ; ainsi que la nouvelle mouture de Everybody's Talking About Jamie, dans laquelle il s'illustre en adolescent aspirant à devenir drag queen.

## Performances scéniques partielles
- 2014 : Hamlet no Monogatari : Hamlet
- 2014 : Rokumeikan
- 2015 : One Piece the Live Attraction : Monkey D. Luffy
- 2015 / 2016 / 2019 : Koisuru Broadway
- 2016 : Dance with Devils the Musical : Ritsuka Tachibana
- 2016 - 2019 : Tenimyu : Keigo Atobe
- 2017 - 2020 / 2024 : Touken Ranbu Musical : Higekiri
- 2017 : Seiji
- 2018 : Onmyoji Musical ～Heianemaki～ : Minamoto no Yoshitsune
- 2018 : Koi wo Yomu「Boku ha Asu, Konou no Kimi to Date Suru」: Takatoshi Minamiyama
- 2018 - 2020 : Nostalgic Wonderland
- 2019 - 2021 / 2024 - 2025 : Les Misérables : Marius Pontmercy
- 2020 - 2021 : La Petite Boutique des Horreurs : Seymour Krelborn
- 2020 - 2022 : Hairspray : Link Larkin
- 2020 / 2022 : Oh My Diner : Prince Cooper
- 2021 : Spamalot : Sir Galahad
- 2021 : Grease : Danny Zuko
- 2022 - 2024 : Le Voyage de Chihiro sur scène : Haku
- 2023 : Kingdom the Stage : Shin
- 2023 : Nodame Cantabile The Musical : Shinichi Chiaki
- 2023 : Le Rouge et le Noir : Julien Sorel
- 2024 : Navillera The Musical : Lee Chae-rok
- 2025 : Death Note The Musical : L
- 2025 : Everybody's Talking About Jamie :  Jamie New

## Récompenses

### Ballet
- 2011 : 21e compétition nationale de ballet de Nagoya - Catégorie Men's Junior A : Prix spécial Tōkai Television[2]
- 2012 : 22e compétition nationale de ballet de Nagoya - Catégorie Men's Junior A : 1re place[2]
- 2015 : 18e compétition de ballet de la NBA - Catégorie contemporaine : 3e place[2]

### Scène
- 2023 : All About Musical : Prix de la célébrité montante[15]
- 2024 : 49e Kikuta Kazuo Theater Award pour ses performances dans Nodame Cantabile, Le Rouge et le Noir et Le Voyage de Chihiro[11]